# Buciumi, Sălaj
Buciumi là một xã thuộc hạt Sălaj, România. Dân số thời điểm năm 2002 là 2836 người.